# François Walferdin
François Hippolyte Walferdin, né le 8 juin 1795 à Langres et mort le 25 janvier 1880 à Paris, a partagé sa vie entre la physique, la politique, les arts et les lettres françaises.

## Politique
Il entra très jeune dans l'administration, aux douanes d'abord, au trésor ensuite, section du contrôle des poids et mesures.
Très libéral, il devint, en 1848, commissaire du gouvernement provisoire dans la Haute-Marne, mais ses fonctions administratives le firent renoncer à cet emploi. Élu le 23 avril 1848 représentant de la Haute-Marne à l'Assemblée constituante, il donna sa démission de chef de bureau, siégea à gauche, parmi les modérés, fit partie du comité du commerce et de l'industrie, et signa le 26 mai 1848 la demande en vertu de laquelle les noms des représentants furent désormais insérés au Moniteur avec leurs votes.
Il vota pour le bannissement de la famille d'Orléans, pour les poursuites contre Louis Blanc, contre les poursuites contre Caussidière, pour l'abolition de la peine de mort, contre l'impôt progressif, contre l'incompatibilité des fonctions, contre l'amendement Grévy, contre la sanction de la Constitution par le peuple, pour l'ensemble de la Constitution, contre la proposition Rateau, contre l'interdiction des clubs, contre l'expédition de Rome. Adversaire de la politique de l'Élysée, il ne se représenta pas à la Législative et fut porté par l'opposition, le 22 juin 1857, comme candidat au Corps législatif dans la première circonscription de la Haute-Marne, où il échoua contre Monsieur de Lespérut, candidat du gouvernement. Il rentra alors dans la vie privée.
Il est inhumé au cimetière du Père-Lachaise (24e division),.

## Sciences
Ami de François Arago, il étudia avec ce savant différentes questions de physique, prit part au forage du puits du Grenelle.
Il imagine un hypsomètre (qui mesure l'altitude d'un lieu par la température d'ébullition de l'eau), un baromètre (qui permet d'évaluer la profondeur en plongée), l'hypsothermomètre, l'hydrolocomètre (sonde marine) et divers autres instruments ingénieux tels que des thermomètres à maxima et des thermomètres à minima spécialement conçus pour mesurer la température des sources thermales ou des puits artésiens; ces thermomètres sont encore appelés des thermomètres à déversement (ou à déversoir).
Il chercha à établir la loi de variation croissante de la température à l'intérieur de la terre, loi que les récentes découvertes ont radicalement modifiée. 
Il fut l'un des fondateurs de la Société géologique de France.
Ses travaux lui valurent la croix de la Légion d'honneur en 1844.

## Art et littérature

### Fragonard
Grand amateur d'art, il avait collectionné 80 tableaux et plus de 700 dessins de Fragonard qu'il a contribué à tirer l'oubli où il était tombé. Il a légué ces tableaux au musée du Louvre.

### Houdon
En 1879-1880, il légua au musée du Louvre les bustes de Benjamin Franklin, George Washington et de Denis Diderot par Houdon. 

### Diderot
D'origine langroise comme lui, Walferdin s'intéresse à Diderot dont il possédait le portrait par Fragonard qui se trouve actuellement au Louvre) et celui dessiné par Greuze.
Il collabore à l'édition Brière des œuvres de Denis Diderot (1821-1823). Il fait paraître, avec Brière, le Salon de 1759 dans L'Artiste du 9 mars 1845, puis les Salons de 1763, 1771, 1775, 1781 et la partie inédite du Salon de 1769 dans les numéros 38, 39 et 40 de la Revue de Paris en 1857. Il envisage une édition complète des Salons sur base des textes disponibles à Saint-Pétersbourg.

## Œuvres
- Notice sur les travaux scientifiques de M. H. Walferdin, Paris, Bachelier, 1852 (texte lire en ligne sur Gallica).
- De la dernière représentation du Mariage de Figaro au Théâtre-Français, le... 2 novembre 1820, ou Histoire de ses mutilations depuis sa naissance jusqu'à nos jours, Paris, A. Robée, 1820 (texte lire en ligne sur Gallica)

## Sources
- « François Walferdin », dans Adolphe Robert et Gaston Cougny, Dictionnaire des parlementaires français, Edgar Bourloton, 1889-1891 [détail de l’édition]